# 안동구
안동구(1993년 11월 2일~)는 대한민국의 배우이다.

## 출연 작품

### 텔레비전 드라마
- 2019년 JTBC 월화드라마 《바람이 분다》 - 어린 권도훈 역 (감우성 아역)
- 2020년 JTBC 월화드라마 《날씨가 좋으면 찾아가겠어요》 - 어린 차윤택 역 (황건 아역)
- 2020년 KBS2 수목드라마 《영혼수선공》 - 노우정 역
- 2020년 넷플릭스 금요드라마 《스위트홈》 - 이수웅 역
- 2021년 SBS 월화드라마 《그 해 우리는》 - 구은호 역
- 2021년 JTBC 주말드라마 《설강화 : snowdrop》 - 최병태 역
- 2022년 KBS2 월화드라마 《법대로 사랑하라》 - 서은강 역
- 2023년 JTBC 토일드라마 《신성한, 이혼》 - 정지훈 역 (특별출연)
- 2023년 tvN 토일드라마 《이번 생도 잘 부탁해》 - 하도윤 역

### 영화
- 2021년 《태일이》 - 영배 목소리 역

## 수상 목록
- 2023년 아시아 아티스트 어워즈 포커스상